# Auerswaldia
Auerswaldia is een geslacht van schimmels behorend tot de familie Ceratostomataceae. De typesoort is Auerswaldia lagenaria. 

## Soorten
Volgens Index Fungorum telt het geslacht zeven soorten (peildatum januari 2022):
| Soortnaam                 | Auteur(s)             | Publicatiejaar |
| ------------------------- | --------------------- | -------------- |
| Auerswaldia baccharidis   | Pat.                  | 1895           |
| Auerswaldia disciformis   | G. Winter             | 1884           |
| Auerswaldia excoriata     | C. Moreau & M. Moreau | 1951           |
| Auerswaldia fiebrigii     | Henn.                 | 1904           |
| Auerswaldia gigantochloae | Rehm                  | 1914           |
| Auerswaldia pandani       | Rehm                  | 1914           |
| Auerswaldia robertiana    | Chevaug.              | 1956           |